# غرانت سميث (لاعب هوكي الحقل)
غرانت سميث (بالإنجليزية: Grant Smith)‏ هو لاعب هوكي الحقل أسترالي، ولد في 20 أبريل 1971 في كانبرا في أستراليا.

## وصلات خارجية
- غرانت سميث على موقع أوليمبيديا (الإنجليزية)
- غرانت سميث على موقع اللجنة الأولمبية الأسترالية (الإنجليزية)